# Trí Nang
Trí Nang là một xã thuộc huyện Lang Chánh, tỉnh Thanh Hóa, Việt Nam.

## Địa lý
Xã Trí Nang nằm ở phía nam của huyện Lang Chánh, dọc theo một chi lưu của sông Âm, có vị trí địa lý:
- Phía đông giáp thị trấn Lang Chánh và xã Giao An
- Phía nam giáp các xã Giao An và Giao Thiện
- Phía tây giáp huyện Thường Xuân
- Phía bắc giáp các xã Yên Thắng, Tam Văn, Tân Phúc và thị trấn Lang Chánh.

Theo kết quả Tổng điều tra dân số năm 1999, dân số xã Trí Nang là 2.179 người.
Đến tháng 8 năm 2009, dân số của xã Trí Nang là 2.274 người. Thành phần dân tộc gồm: người Thái chiếm 95,8%, người Mường chiếm 0,42%, người Kinh chiếm 3,5%.

## Hành chính
Xã Trí Nang được chia thành 6 bản: Năng Cát, Hắc, En, Cảy, Giàng, Vìn.

## Lịch sử
Vùng đất thuộc xã Trí Nang ngày nay, trước Cách mạng tháng Tám năm 1945 thuộc mường Bo (mường Bỏ), châu Lang Chánh.
Năm 1951, xã Trí Nang sáp nhập với các xã Vinh Quang và Văn Hiến thành xã Quyết Thắng.
Năm 1966, xã Quyết Thắng chia tách thành hai xã Quang Hiến và Trí Nang.